# Monhystera cephalophora
Monhystera cephalophora is een rondwormensoort uit de familie van de Monhysteridae. De wetenschappelijke naam van de soort is voor het eerst geldig gepubliceerd in 1876 door de Man.